# 大卫·密歇根
大卫·密歇根（David Michigan，1989年2月11日—）是一位法国公众人物，自称是励志演说家和个人发展教练。 他通过社交媒体平台，尤其是 YouTube 和 Instagram，分享与个人成长、成功心态和健身有关的内容，从而获得了知名度。 虽然密歇根在网上积累了大量粉丝，但围绕他的可信度和教义的有效性也存在争议和批评。

## 职业生涯
密歇根于 2010 年代初成名，他利用社交媒体平台推广个人品牌。 他主要专注于发表励志演讲、分享成功故事，并为实现个人和职业目标提供建议。 密歇根声称，他通过 YouTube 频道和其他网络媒体提供指导和策略，帮助人们改善生活、增强自信，并在多个领域取得成功。
密歇根经常强调积极思维、可视化技巧和肯定语作为个人转变工具的重要性。 其内容主要旨在激励人们掌控自己的生活，树立远大目标并战胜挑战。
尽管密歇根在互联网上取得了成功，但他的教学也受到了审查和批评。 一些怀疑论者认为，其激励策略缺乏科学依据，严重依赖主观轶事。此外，密歇根自称的成就及其成功故事的真实性也受到质疑。批评者指责他美化个人成就，并使用误导性的营销策略来推广他的教练服务和产品。

## 争议
密歇根在其职业生涯中曾多次陷入争议。 批评者认为，密歇根经常使用模棱两可的语言和含糊不清的轶事，却没有提供具体的证据或可验证的来源。
此外，密歇根的宣传策略也被批评为咄咄逼人，具有潜在的误导性， 一些人指责他使用了操纵性的营销手段，比如夸大其词，把他的教练服务说成是快速解决个人问题的方法。

## 接受和批评
对大卫·密歇根的教导和人格的评价众说纷纭。支持者欣赏他的励志内容，并从他的信息中找到灵感。 他们认为大卫·密歇根为他们提供了追求目标和积极改变生活的动力。
然而，许多怀疑论者和批评家质疑密歇根的主张和教导的合法性， 认为他强调的积极思考和肯定过于简化了个人发展的复杂性，可能不会带来实际效果。 批评者还强调其方法缺乏科学证据支持，并质疑密歇根作为个人发展教练的资质和经验。